# Un tres i no res
"Un tres i no res" (títol original en anglès "Wink of an Eye") és l’onzè episodi de la tercera temporada de la sèrie de televisió de ciència-ficció estatunidenca Star Trek. Escrit per Arthur Heinemann, basat en una història de Gene L. Coon (sota el pseudònim de Lee Cronin), i dirigida per Jud Taylor, es va emetre per primera vegada el 29 de novembre de 1968.
A l'episodi, els extraterrestres normalment invisibles amb acceleració del temps s'apoderen de la Enterprise i intenten segrestar la tripulació per utilitzar-la com a cria.

## Argument
En resposta a una crida de socors, la nau estel·lar de la Federació Enterprise arriba al planeta Scalos. El capità Kirk s'enlaira amb un grup de desembarcament cap a una ciutat sense proves de vida, excepte per un brunzit intermitent semblant a un insecte. El tripulant Compton desapareix davant dels ulls del Dr. McCoy, i Kirk ordena que el grup d'aterratge torni a l' Enterprise. Al seu retorn, la nau comença a experimentar mal funcionament estrany, i enginyeria informa de l'aparició sobtada d'un dispositiu desconegut connectat als sistemes de suport vital de la nau. Kirk i Spock intenten desconnectar el dispositiu, però una força invisible els impedeix fer-ho.
De tornada al pont, Kirk decideix consultar amb els ordinadors de l' Enterprise per a possibles contraaccions contra el que anomenen l'enemic, després permetre que l'enemic invisible faci el següent pas i demana un cafè. Mentre el beu, sembla que la tripulació del pont disminueix la velocitat. De sobte, una bella dona amb un vestit de colors apareix al pont i saluda cordialment a Kirk abans de presentar-se: "Deela, l'enemic", en resposta a la designació de la seva gent per part de l'ordinador per les seves accions a la nau.
Deela explica que Kirk ha estat col·locat en un estat d'hiperacceleració, fent-lo invisible per a la resta de la seva tripulació, per tal de permetre-li veure i escoltar els escalosians. Quan se li pregunta per què s'ha fet això, Deela admet que és la reina dels escalosians, i Kirk es convertirà en el seu rei i gaudirà de la vida a Scalos. Kirk intenta parlar amb Deela per quedar-se amb ella a Scalos a canvi que la seva gent repari l' Enterprise i l'alliberi amb la seva tripulació, però ella rebutja la seva oferta.
Kirk intenta atordir la Deela, només perquè ella rigui i insisteixi perquè li apunti l'arma i la provi. El capità compleix, i queda sorprès al trobar que el feix de fase es ralentitza dins de l'existència hiperaccelerada de Deela: ella evita fàcilment el raig d'aturdiment i desarma en Kirk amb el seu braç lateral escalosià. La reina Deela assegura al frustrat capità Kirk que no es pot fer res per canviar la seva nova existència o tornar-lo a la seva tripulació com ell insisteix.
Kirk torna a Suport Vital i descobreix que Compton encara és viu, després d'haver estat accelerat, i està treballant de bon grat amb els escalosians, després d'haver ensenyat als extraterrestres intrusos com operar els sistemes de l'Enterprise. Després que el científic en cap de Deela, Rael, incapacités Kirk amb la seva arma escalosiana, Compton es gira contra els escalosians per fer mal al seu capità, només per ser rebutjat per un cop físic per extreure sang; envelleix ràpidament i mor. Una dona escalosiana preocupada anomenada Mira, amb qui Compton va ser seleccionat per aparellar-se, és aplacada per Rael: "un altre serà assegurat per a tu".
Després d'un enfrontament amb Rael, Kirk conjectura que el dispositiu desconegut pretén convertir l' Enterprise en una unitat d'emmagatzematge criogènic. Grava un missatge a Spock explicant el que ha après; Deela, confiant en l'èxit de la seva gent, ho permet. El seu pla, explica, és utilitzar la tripulació de l' Enterprise per ajudar a propagar la seva espècie, els homes de la qual han quedat estèrils pel mateix desastre natural que va provocar el seu estat accelerat. Després d'un acalorat debat sobre l'ètica d'aquest pla, Kirk s'allunya i desactiva el transport. Deela, trobant-lo inoperant, pretén creure l'afirmació de Kirk d'ignorar el problema.
Kirk comença a exhibir el tipus de docilitat vist amb Compton; tanmateix, aquesta és una argúcia que li permet prendre l'arma de Deela. De camí cap a Suport Vital, Kirk es troba amb el recentment accelerat Spock, que ha escoltat el missatge de Kirk i ha determinat que la causa de la seva hiperacceleració va ser una dosi de l'aigua escalosiana contaminada. Els dos arriben al Suport Vital, on Kirk utilitza l'arma escalosiana per atordir a Rael i destruir el dispositiu criogènic.
Després de transportar la Deela i el seu grup de tornada al planeta, Spock revela que ha portat un possible antídot a l'aigua escalosiana. Kirk pren una dosi immediatament, mentre que Spock aprofita el seu estat accelerat per efectuar reparacions a l' Enterprise.

## Doblatge al català
L’episodi va ser doblat al català pels estudis Tecni-3 (primera part) i Diálogo (segona part) i emés a TV3 l’any 1989.
| Personatge                | Actor/actriu     | Veu en català                      |
| ------------------------- | ---------------- | ---------------------------------- |
| James T. Kirk             | William Shatner  | Jordi Boixaderas                   |
| Spock                     | Leonard Nimoy    | Isidre Sola i Llop                 |
| Leonard McCoy             | DeForest Kelley  | Eduard Lluís Muntada               |
| Montgomery Scott 'Scotty' | James Doohan     | Joan Carles Gustems Domènec Farell |
| Nyota Uhura               | Nichelle Nichols | Glòria Roig Azucena Díaz           |
| Pavel Chekov              | Walter Koenig    | Quim Roca Pep Madern               |
| Hikaru Sulu               | George Takei     | Jaume Nadal Enric Cusí             |
| Christine Chapel          | Majel Barrett    | Ana Maria Mauri Rosa Gavin         |
| Deela                     | Kathie Browne    | Alba Sola                          |
| Rael                      | Jason Evers      | Toni Moreno                        |
| Compton                   | Geoffrey Binney  | Sergio Zamora                      |

## Recepció
El novel·lista de Star Trek Dayton Ward va jutjar que "la configuració de 'Tres i no res' és prou interessant a primera vista: una raça d'éssers que es mouen en el temps a un ritme tan ràpid que són gairebé indetectables. Malauradament, és en el segon i posterior rubor que el concepte comença a desfer-se". Escriu que els escalosians tenien una imaginació massa limitada per continuar la seva raça i que l'aparellament amb membres d'altres espècies no seria de res. Va trobar que la ciència mancava, tot i que "He d'admetre que aquí proporciona una de les morts més originals d’un samarreta vermella de la sèrie. Ward va admirar l'escenografia: "Un ús intel·ligent. de l'angles de càmera inclinats i la il·luminació ajuden a vendre la il·lusió dels personatges que es mouen per la nau al seu ritme hiperaccelerat. Un bon toc és la desacceleració de les diferents llums i indicadors que omplen les estacions de treball del pont quan Kirk i Deela hi són."
David Alan Mack, també novel·lista de Star Trek, va escriure: "No és una mala idea per a un episodi, però l'execució d'aquest es va sentir molt mancada". Va assenyalar alguns buits en la lògica: "Tot i així, com es propaga una espècie aparellant les seves dones amb extraterrestres? ... I si el temps passa tan lentament per a ells, per què haurien de col·locar la tripulació de l’Enterprise en animació suspesa? No n'hi hauria prou amb uns quants dies de drogues?"
En un rànquing del lloc Hollywood.com, Christian Blauvelt situa aquest episodi en la posició 27a dels 79 episodis de la sèrie original trobant l'episodi imaginatiu i original. Zack Handlen de The A.V. Club no va quedar impressionat per l'episodi, li va assignar una B- i va assenyalar alguns forats de la trama: "S'aconsegueixen arribar a bord de l' Enterprise d'alguna manera, cosa que no té molt sentit, científicament, si la seva velocitat els fa invisibles a l'ordinador com a formes de vida, com funcionaria fins i tot el transportador? Handlen considera que el "ganxo és intel·ligent", tot i que "l'ep podria haver estat més fort si hagués passat més temps centrant-se en el misteri i el perill que representava el misteri, en comptes de deixar caure Kirk per la fossa del conill i espatllar la pregunta tan d'hora." Conclou: "En una temporada més forta, 'Eye' hauria estat un punt baix, un programa superficial que, tot i no ser vergonyós, no hauria causat molta impressió. Aquí ens recorda que, durant un temps de totes maneres, la competència va ser el mínim que podíem esperar de la temporada."
Melissa N. Hayes-Gehrke de la Universitat de Maryland va trobar més problemes amb la ciència:
| « | Malauradament, les ramificacions de la vida accelerada simplement no es mantenen sota l'escrutini. Si un escalosià es queda una estona en un lloc, fins i tot només per mantenir una conversa prolongada, hauria de ser visible, encara que breument, per a una persona normal. No vam veure cap indici que això pogués passar. Kirk dispara el seu faser a Deela i ella s'allunya perquè el raig es mou molt lentament. Això és evidentment ridícul; Els raigs fasers viatgen a la velocitat de la llum, i cap objecte amb massa pot viatjar més ràpid que això. Des d'una perspectiva pràctica, com saben que s'obren les portes de la nau per als escalosians, quan els sensors de la nau no les poden detectar? Com poden els escalosians girar i lliscar interruptors (com els controls del transportador), que no estan dissenyats per moure's tan ràpidament, sense trencar-los? | » |

StarTrekReviews.com va trobar alguns elogis: "No hi ha interacció de personatges entre els nostres herois, llevat del meravellós moment en què Kirk es troba amb Spock al passadís i simplement somriu".

## Estrenes
Aquest episodi es va publicar al Japó el 21 de desembre de 1993 com a part del conjunt complet de LaserDisc de la temporada 3, Star Trek: Original Series log.3. També es va incloure un tràiler d'aquest i dels altres episodis, i l'episodi tenia pistes d'àudio en anglès i japonès. El títol de la portada era スター・トレック TVサードシーズン.
Aquest episodi es va incloure a la caixa de DVD remasteritzada de la temporada 3 de TOS, amb la versió remasteritzada d'aquest episodi..